# Gomphus borealis
Gomphus borealis är en trollsländeart som beskrevs av James George Needham 1901. Gomphus borealis ingår i släktet Gomphus och familjen flodtrollsländor. Inga underarter finns listade i Catalogue of Life.